# 顾长卫
顾长卫（1957年12月12日—），男，祖籍江苏吴江，生於陕西西安，中国电影摄影师及導演，美國影藝學院會員。

## 生平
顾长卫祖籍江苏吴江，出生於陕西西安。1978年考入北京电影学院摄影系。曾以陳凱歌執導的霸王別姬入圍美国奥斯卡最佳摄影奖，以及“世纪百位杰出摄影师”等荣誉。
2000年帮助陈冲拍摄《纽约的秋天》。IMDB （页面存档备份，存于）
2004年拍摄了自己执导的首部电影《孔雀》，凭借本片获得了2005年第55屆柏林影展“评审团大奖银熊奖”。它描述了20世纪70年代到80年代，一个河南安阳的普通家庭的生活，获得了观众的强烈反响。
2007年顧長衛執導的第二部影片《立春》入圍羅馬電影節競賽單元，女主角蔣雯麗憑藉劇中出色的演出獲得了最佳女演員獎。
2012年奥斯卡评委

## 家庭
1993年，與演員蔣雯麗結婚。

## 作品

### 摄影
- 1987年：《孩子王》 摄影，（导演：陈凯歌）
- 1987年：《红高粱》 摄影，（导演：张艺谋）
- 1990年：《边走边唱》 摄影，（导演：陈凯歌）
- 1992年：《菊豆》 摄影，（导演：张艺谋）
- 1993年：《霸王别姬》 摄影，（导演：陈凯歌）
- 1994年：《阳光灿烂的日子》 摄影，（导演：姜文）
- 2000年：《鬼子来了》 摄影，（导演：姜文）

### 导演
- 2004年：《孔雀》，获得第55屆柏林影展「評審團大獎銀熊獎」、第六届华语电影传媒大奖最佳导演
- 2007年：《立春》
- 2011年：《最爱》，获得第20届上海影评人奖最佳导演、第19届北京大学生电影节最佳导演[2]
- 2014年：《微爱之渐入佳境》[3]
- 2018年：《遇见你真好》[4]
- 2024年：《刺猬》

## 车震门
2009年初，顾长卫被媒体爆出车震门丑闻。當日，记者拍到他先驾车至北京昌平区的一个温泉度假村与妻子蒋雯丽碰面，随后驾车到蓟门桥的北京电影学院附近，与一陌生女子在车内独处。